# Bel Ami
Bel-Ami ("Caro Amigo") é o segundo romance do autor francês Guy de Maupassant, publicado em 1885; uma tradução em inglês intitulada Bel Ami, ou A História de um Canalha: Um Romance apareceu pela primeira vez em 1903. A história narra a ascensão corrupta do jornalista Georges Duroy ao poder, de um pobre ex- suboficial de cavalaria nas colônias africanas da França, a um dos homens mais bem-sucedidos de Paris, a maioria dos quais ele consegue manipulando uma série de mulheres poderosas, inteligentes e ricas.
Georges Duroy, conhecido como Bel-Ami, é rapaz pobre, de origem camponesa, que procura fortuna e a afirmação social em Paris. Ele sempre consegue das mulheres o que ele deseja: de algumas, o prazer efêmero; de outras, pelo casamento, a projeção financeira e profissional. No perfil de Georges Duroy, Guy de Maupassant traça o perfil sutil e mordaz da sociedade parisiense no final do século XIX.

## História
O romance se passa em Paris no ambiente de classe média alta dos principais jornalistas do jornal La Vie Française e seus amigos. Conta a história de Georges Duroy, que passou três anos no serviço militar na Argélia. Depois de seis meses trabalhando como balconista em Paris, um encontro com seu ex-companheiro, Forestier, permite que ele comece a carreira de jornalista.
De repórter de pequenos eventos e notícias leves, ele gradualmente sobe até o editor-chefe. Duroy inicialmente deve seu sucesso à esposa de Forestier, Madeleine, que o ajuda a escrever seus primeiros artigos e, quando mais tarde ele começa a escrever artigos principais, ela acrescenta uma vantagem e pungência a eles. Ao mesmo tempo, ela usa suas conexões com os principais políticos para fornecer a ele informações dos bastidores que permitem que ele se envolva ativamente na política. Duroy também é apresentado a muitos políticos na sala de visitas de Madame Forestier. Duroy torna-se amante da amiga de Forestiers, da Sra. Marelle, outra mulher influente. Duroy mais tarde tenta seduzir Madeleine Forestier para se vingar do marido, mas ela repele os avanços sexuais de Duroy e oferece que eles se tornem verdadeiros amigos sem segundas intenções.
Em poucos meses, a saúde de Charles Forestier se deteriora e ele viaja para o sul da França para recuperá-la. Logo depois, Duroy recebe uma carta de Madeleine implorando que ele se junte a ela e a ajude a suportar os últimos momentos da vida de seu marido. Quando Forestier morre, Duroy pede Madeleine em casamento. Depois de algumas semanas para considerar, ela concorda. Georges agora assina seus artigos Du Roy (um estilo aristocrático de nome francês) para adicionar prestígio ao seu nome. O casal viaja para a Normandia, a região da infância de Georges, e conhece seus pais camponeses. Encontrando a realidade diferente de suas expectativas românticas, Madeleine se sente muito desconfortável com seus pais e por isso a permanência deles com eles é curta. Na redação do jornal, Duroy é ridicularizado por ter seus artigos escritos por sua esposa, assim como o falecido Forestier teve seus artigos escritos por ela. Seus colegas de jornal o chamam de 'Forestier', o que irrita Georges e ele fica com ciúmes de Madeleine, insistindo que ela admita ter sido infiel a Forestier, mas ela nunca o faz.
A fim de suprimir crises de ciúmes, Duroy inicia um caso com a Sra. Walter, esposa do dono do jornal. Ele gosta especialmente da conquista, pois é seu primeiro amante extraconjugal. Mais tarde, porém, ele se arrepende da decisão, pois não pode se livrar dela quando não a quer. As relações de Duroy com sua esposa tornam-se distantes; a certa altura, ele leva um superintendente de polícia e três outros policiais para um apartamento em que sua esposa está conhecendo Monsieur Laroche-Mathieu, seu amante. Eles pegam os dois no ato de adultério , que era então um crime punível nos termos da lei. Duroy usou a polícia como testemunha do adultério de sua esposa para facilitar o divórcio. Ele não prendeu ela ou seu amante, embora a polícia tenha lhe dado a opção de fazê-lo.
Nos dois últimos capítulos, a ascensão de Duroy ao poder continua. Duroy, agora solteiro, aproveita a paixão da filha de seu chefe por ele e arranja uma fuga com ela. Os pais, então, não têm outra escolha a não ser conceder seu consentimento ao casamento. O último capítulo mostra Duroy saboreando seu sucesso na cerimônia de casamento na qual estão presentes "todos aqueles que tiveram destaque na sociedade". Seus pensamentos, porém, vão principalmente para a Sra. de Marelle que, ao desejar-lhe tudo de bom, indica que o perdoou por seu novo casamento e que seus encontros íntimos podem ser retomados.

## Personagens
São personagens do Romance:
- Georges Duroy (Du Roy) – um ex-soldado,jornalista e alpinista social;
- Charles Forestier – antigo amigo de Georges Duroy no exército dos hussardos na Argélia, jornalista;
- Madeleine Forestier (Du Roy) –  esposa de Charles e depois de Georges, que ajuda seus maridos a escrever seus artigos e tem muitas conexões com o poder;
- Monsieur Laroche-Mathieu – um amigo de Madeleine Forestier (Du Roy), um político e depois ministro, amante de Madeleine Forestier.
- Conde de Vaudrec – um velho amigo de longa data, protetor e provavelmente também amante de Madeleine Forestier (Du Roy)
- Clotilde de Marelle – amiga dos Forestiers, cujo marido, um inspetor escolar, fica freqüentemente ausente por longos períodos;
- Laurine de Marelle – a jovem filha de Clotilde, que cria o apelido Bel Ami;
- Jacques Rival – um jornalista;
- Norbert de Varenne – um velho e amargo poeta, da equipe do Vie Francaise;
- Monsieur Walter – Judeu e capitalista, proprietário e editor chefe do Vie Francaise
- Virginie Walter – esposa de M. Walter e, mais tarde, amante de Georges Duroy
- Susanne Walter – a filha casadoura dos Walter, depois Madame Du Roy
- Rachel – uma prostituta a quem George Duroy procura em momentos de crise financeira.
- Saint-Potin (Thomas) - Jornalista e orientador de Georges Duroy no início da carreira deste no La Vie Française. Possui grande conhecimento das intrigas de Paris e tem uma visão amarga da sociedade.

## Adaptações

### Cinema e Televisão
O romance foi adaptado para cinema e televisão várias vezes:
- Bel Ami, um filme alemão de 1939.[2]
- Os Assuntos Privados de Bel Ami, 1947 filme americano estrelado por George Sanders.[3]
- Bel Ami (1955).[4]
- Bel Ami (1971), uma série de TV da BBC de cinco episódios.[5]
- Bel Ami, também conhecida como Bel Ami: Beautiful Friend e For Men Only , uma versão pornográfica sueca de 1976, estrelada por Harry Reems  que tinha o slogan "Harry Reems' Last Adult Film".[6]
- Bel Ami, uma minissérie francesa de 1983.[7]
- Bel Ami, um filme de TV francês / belga de 2005, estrelado por Sagamore Stévenin.[8]
- Bel Ami, um filme de co-produção europeia de 2012 com Robert Pattinson, Uma Thurman, Kristin Scott Thomas, Christina Ricci e Holliday Grainger.[8]
- Bel Ami (série de TV sul-coreana), uma série de TV sul-coreana de 2013 estrelada por Jang Keun-suk e IU.[9]
- Há uma novela antiga da Rede Tupi, de 1972 baseada neste livro, escrita por Teixeira Filho.[10]

### Teatro
Miláček, uma versão tcheca da história, estreou em 11 de abril de 2008 no Teatro da Cidade, Mladá Boleslav. Foi dirigido por Pavel Khek, com Petr Mikeska no papel-título de Georges Duroy.
Em julho de 2011, Bel Ami: The Musical foi encenado no White Bear Theatre, em Londres. Ele estreou em 12 de julho. Foi escrito e dirigido por Linnie Reedman, com música e letras compostas por Joe Evans.
Em fevereiro de 2014, uma adaptação musical contemporânea do livro, Bel-Ami , foi encenada no Charing Cross Theatre , em Londres, interpretada por alunos do London College of Music. A música e as letras foram escritas por Alex Loveless.

### Literatura
- John Braine, o romancista inglês, afirmou que seu autor favorito era Guy de Maupassant e que seu primeiro romance, Room at the Top (1957), foi baseado em Bel Ami , mas 'os críticos não o pegaram'.[14]